# Acacia diaphyllodinea
Acacia diaphyllodinea é uma espécie de leguminosa do gênero Acacia, pertencente à família Fabaceae.